# Akrafjall
Akrafjall – masyw górski w zachodniej Islandii, na niewielkim półwyspie pomiędzy zatokami Hvalfjörður i Leirárvogur (Grunnarfjörður). W masywie znajduje się kilka wierzchołków wznoszących się powyżej 500 m n.p.m. W najwyższym punkcie, na północno-zachodniej krawędzi masywu, osiąga wysokość 643 m n.p.m. Masyw opada stromymi krawędziami, zwłaszcza w półnodnej i południowej części. Środkową część masywu odwadnia potok Berjadalsá.
U zachodniego podnóża masywu położone jest miasto Akranes. Po południowo-wschodniej stronie masywu biegnie droga nr 1.

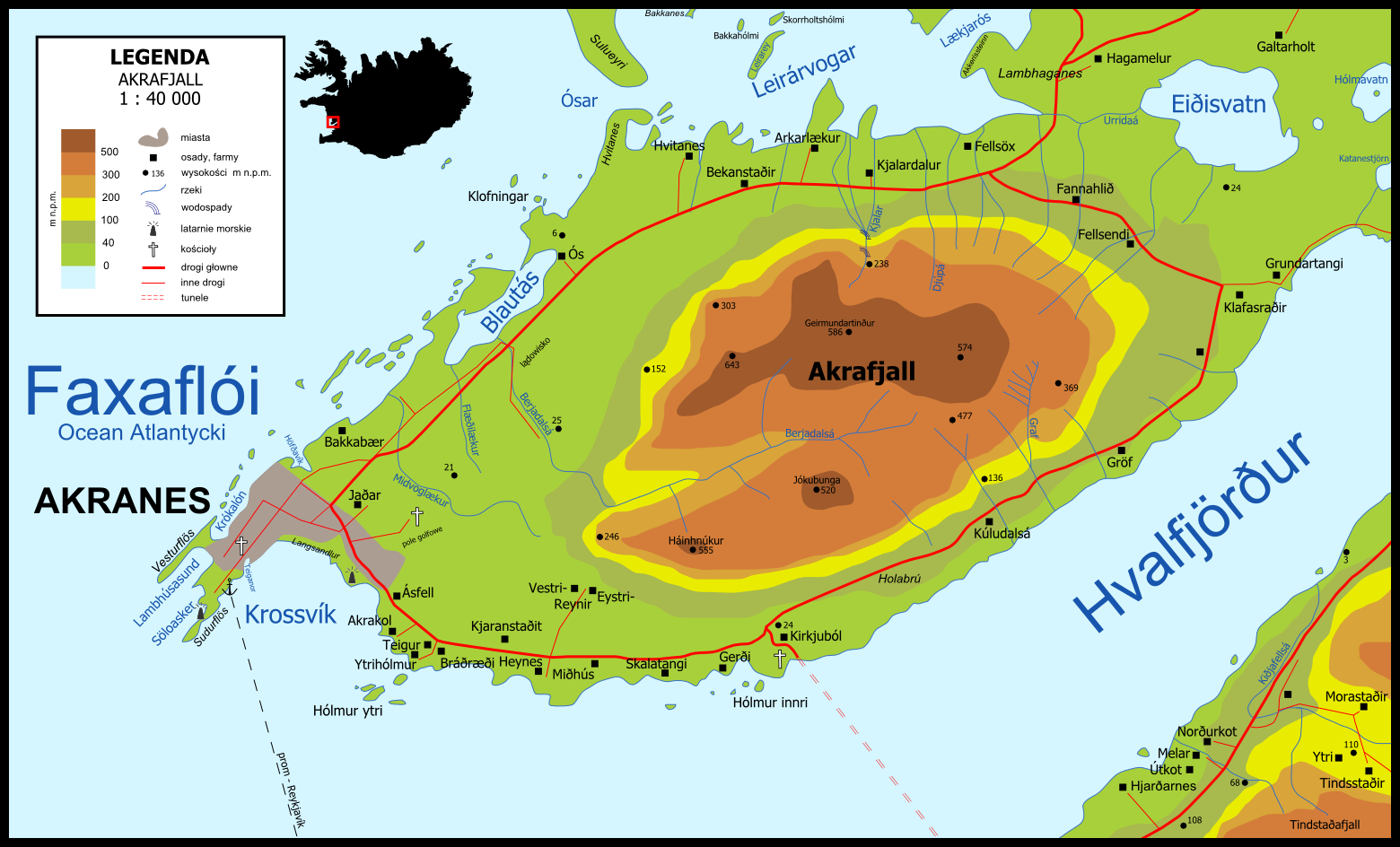
Mapa okolic masywu Akrafjall